# Goldener Spatz 1997
Das 10. Deutsche Kinder-Film & Fernseh-Festival „Goldener Spatz“ fand vom 13. bis 19. April 1997 in Gera statt.

## „Goldener Spatz“ der Kinderjury
- Kino-/Fernsehfilm: Chris Bould für Mein Freund Joe (My Friend Joe)
- Information/Dokumentation: Löwenzahn für die Episode Peter schäumt
- Animation: Christina Schindler für Zugvögel

## Preise der Fachjury
- Kino-/Fernsehfilm: Roland Suso Richter für Svens Geheimnis
- Kino-/Fernsehfilm: Rolf Losansky für Friedrich und der verzauberte Einbrecher
- Kurzfilm: Stefan Schneider für In der Nacht; ZDF-Reihen Siebenstein und mittendrin
- Serien: RTL-Reihe Titus, der Satansbraten

## Sonstige Preise
- Preis der Kinderjury in der Kategorie Kurzfilm: Sibylle Tafel für Ausflug im Schnee
- Preis des MDR-Rundfunkrates: Sibylle Tafel für Ausflug im Schnee
- Spezialpreis: Sibylle Tafel für Ausflug im Schnee
- Förderpreis der Ostthüringer Zeitung: für den Animationsfilm Sonne